# Rainer Brüninghaus
Rainer Brüninghaus (Bad Pyrmont, 21 de novembro de 1949) é um pianista e compositor de jazz alemão.

## Discografia
- Freigeweht (ECM, 1980)
- Continuum (ECM, 1983)

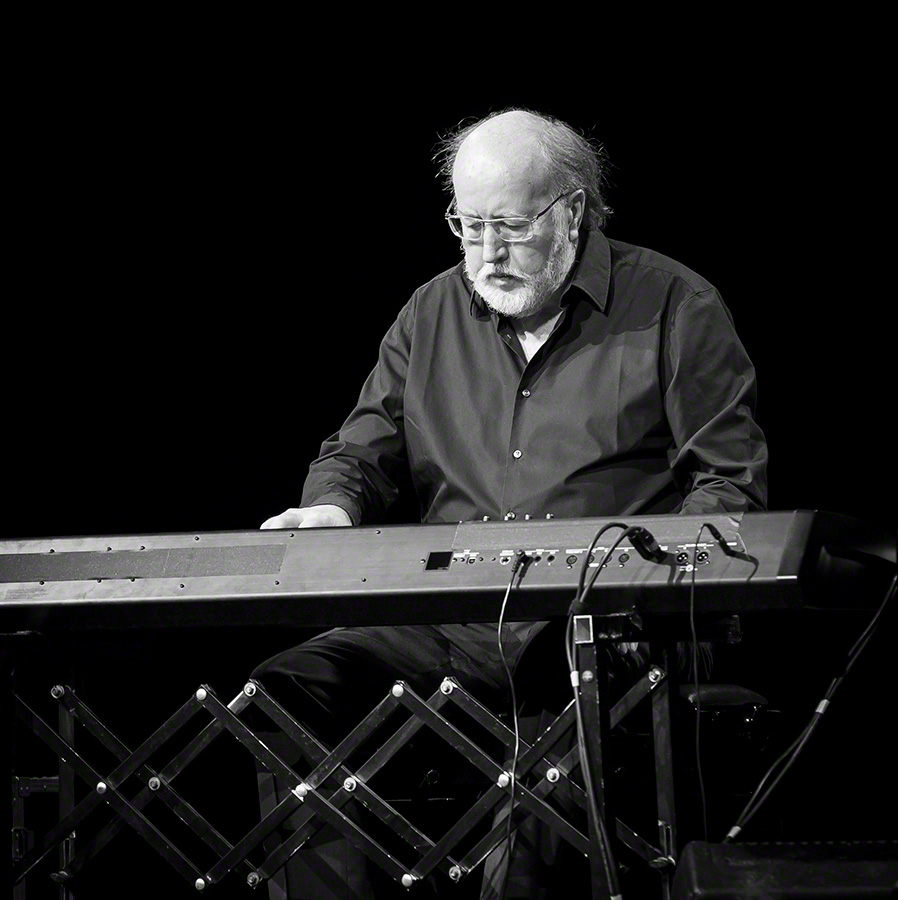
Rainer Brüninghaus at Oslo Jazzfestival 2016

- Shadows & Smiles com Manfred Schoof (Wergo, 1988)

### ComJan Garbarek
- Twelve Moons (ECM, 1992)
- Visible World (ECM, 1995)
- Rites (ECM, 1998)

### ComEberhard Weber
- The Colours of Chloë (ECM, 1973)
- Yellow Fields (ECM, 1975)
- The Following Morning (ECM, 1976)
- Silent Feet (ECM, 1977)
- Little Movements (ECM, 1980)